# Adelognathus
Adelognathus ist eine Gattung von Schlupfwespen, die eine eigene Unterfamilie, die Adelognathinae, bildet. Sie enthält nur 46 Arten und ist vor allem in der Holarktis verbreitet, in Ostasien kommt sie südwärts bis Taiwan vor. In Deutschland sind 18 Arten nachgewiesen.

## Morphologie
Adelognathus sind ausgesprochen kleine Schlupfwespen, deren Vorderflügel 2 bis 4 mm lang sind. Sie haben relativ kurze Antennen, in der Regel mit 12 bis 14 Antennengliedern. Im Vorderflügel haben sie meist eine fünfeckige Zelle (Areola). Der Ovipositor ist relativ kurz, ohne Zähne und ohne Einkerbung. Das Labrum ist deutlich und freiliegend. Sie können teilweise mit kleinen Phygadeuontinae verwechselt werden.

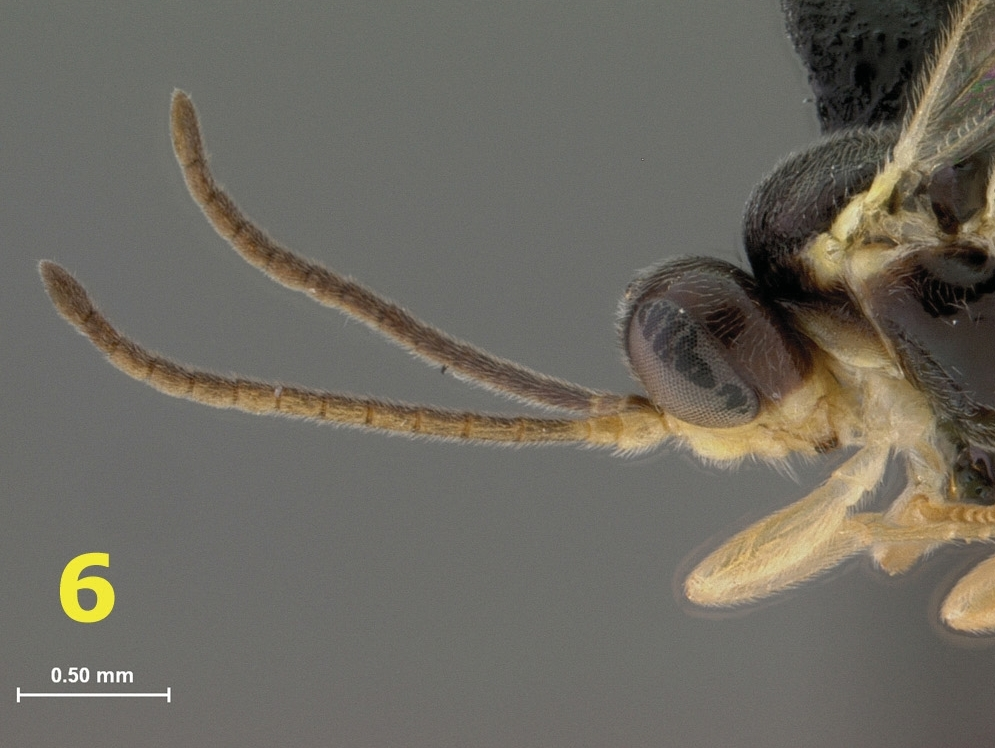
Adelognathus leucotrochi, Kopf und Antennen von der Seite

## Lebensweise
Die Adelognathus Wespen sind Ektoparasitoide von Pflanzenwespen. Teilweise werden die Wirtslarven paralysiert (idiobionter Parasitismus), teilweise können sie nach dem Befall sich noch weiter bewegen und fressen (koinobionter Parasitismus). Bei manchen Arten wurde beobachtet, dass Gruppen von Adelognathus auf einem Wirt leben.
Manche Arten haben eine extrem kurze Entwicklungsdauer. Bei A. leucotrichi wurde eine Entwicklung von nur 70 Stunden von der Eiablage zum Schlüpfen beobachtet. A. chrysopygus kann sich deshalb in einer ersten Generation auf kleineren Larven des Wirtes Pristiphora pallipes (Tenthredinidae) solitär entwickeln und dann in einer zweiten Generation auf den größeren Larven desselben Wirtes in Gruppen parasitieren.
Zumindest bei einigen Arten wurde beobachtet, dass das Ei nicht mit dem Ovipositor gelegt wird, sondern über eine abdominale Genitalöffnung abgelegt wird. A. leucotrochi präpariert die Stelle der Wirtslarve mit einer klebrigen Substanz aus dem Ovipositor und legt dann das Ei aus der Genitalöffnung an diese Stelle. Die Wirtslarve wird nur kurzfristig paralysiert. A. cubiceps parasitiert an Larven, die Gallen an Weiden bilden, dabei beißt sich das Weibchen ein Loch in die Galle um hinein zu schlüpfen und die Eier direkt auf der Wirtslarve abzulegen. Dieses Verhalten ist für Schlupfwespen außergewöhnlich.

## Systematik
Die systematische Stellung der Gattung und damit der Unterfamilie ist unklar. Sie könnten mit den Phygadeuontinae näher verwandt sein. Sie scheinen zur Großgruppe der Ichneumoniformes s. l. (Cryptinae, Ichneumoninae, Phygadeuontinae, Ateleutinae, Adelognathinae und Microleptinae) zu gehören.

## Arten in Deutschland
Liste der in Deutschland nachgewiesenen Arten.
- Adelognathus brevicornis
- Adelognathus brevis
- Adelognathus britannicus
- Adelognathus chrysopygus
- Adelognathus ctenonyx
- Adelognathus dorsalis
- Adelognathus laevicollis
- Adelognathus nigriceps
- Adelognathus nigrifrons
- Adelognathus pallipes
- Adelognathus pilosus
- Adelognathus puncticollis
- Adelognathus punctulatus
- Adelognathus pusillus
- Adelognathus rufithorax
- Adelognathus tenthredinarum
- Adelognathus tetratinctorius
- Adelognathus thomsoni